# Карьялан
Карьялан — пресноводное озеро на территории Кестеньгского сельского поселения Лоухского района Республики Карелии.

## Общие сведения
Площадь озера — 1 км². Располагается на высоте 118,7 метров над уровнем моря.
Форма озера изогнутая, продолговатая: оно почти на три километра вытянуто с юго-запада на северо-восток. Берега каменисто-песчаные, местами заболоченные.
Из юго-западной оконечности озера вытекает безымянный водоток, впадающий в губу Ламбаш Топозера.
К западу от озера проходит лесная дорога.
Населённые пункты вблизи водоёма отсутствуют.
Код объекта в государственном водном реестре — 02020000411102000000186.